# القمة العربية 2010 (سرت)
القمة العربية 2010 عقد في مدينة سرت الليبية في الفترة من 27 إلى 28/3/2010 دون حضور كبار قادة الدول العربية في ختام قمتهم الثانية والعشرين في مدينة سرت الليبية أنهم سيسعون إلى إنهاء أية خلافات عربية، «عبر تكريس لغة الحوار لإزالة أسباب الخلاف والفرقة، ولمواجهة التدخلات الأجنبية». وكلفوا الأمين العام للجامعة العربية عمرو موسى بإعداد ورقة عن سياسة الجوار العربي التي اقترحها لتعرض على قمة استثنائية اتفق على عقدها في موعد غايته تشرين الأول (أكتوبر) 2010.
ودان القادة في «إعلان سرت» الذي ضمنوه ملخصاً لأهم قراراتهم، «الانتهاكات الإسرائيلية المستمرة والمتصاعدة على الشعب الفلسطيني والأراضي المحتلة، واستمرار إسرائيل في نشاطاتها الاستيطانية». وتبنوا «خطة عمل» تتضمن إجراءات سياسية وقانونية «للتصدي لمحاولات تهويد القدس والاعتداءات المتوالية على مقدساتها».
وأكدوا أن القدس الشرقية «جزء لا يتجزأ من الأراضي الفلسطينية المحتلة العام 1967، وكل الإجراءات التي تقوم بها سلطات الاحتلال الإسرائيلي فيها باطلة ومنعدمة قانوناً وحكماً ولا يترتب عليها إحداث أي تغيير على وضع المدينة القانوني كمدينة محتلة ولا على وضعها السياسي باعتبارها عاصمة لدولة فلسطين».
وأعربوا عن دعمهم «الجهود العربية الرامية إلى تحقيق المصالحة الفلسطينية»، وطلبوا من مصر «الاستمرار في جهودها لتأمين التوصل إلى اتفاق للمصالحة»، محذرين من أن «استمرار الانقسام الفلسطيني يشكل خطراً حقيقياًً على مستقبل الشعب الفلسطيني وقضيته». وحضوا القيادات العراقية على «الإسراع بتشكيل حكومة وحدة بعد إعلان نتائج الانتخابات» التي رحبوا بإجرائها. ورفضوا قرار المحكمة الجنائية الدولية ضد الرئيس السوداني عمر البشير. وحذروا من أن إصرار إسرائيل على رفض الانضمام إلى معاهدة منع انتشار الأسلحة النووية وإخضاع منشآتها النووية لنظام الضمانات الشاملة التابع للوكالة الدولية للطاقة الذرية، «سيؤدي إلى مزيد من الخلل في أمن المنطقة واستقرارها وسيدخل المنطقة في سباق تسلح وخيم العواقب».
وفيما يلي نص «إعلان سرت»:
«نحن قادة الدول العربية المجتمعون في الدورة الثانية والعشرين لمجلس جامعة الدول العربية على مستوى القمة في مدينة سرت في الفترة من 27 إلى 28/3/2010، وانطلاقاً من التزامنا بمبادئ وأهداف ميثاق جامعة الدول العربية، وإيماناً منا بضرورة السعي إلى تحقيق أهدافها وبلوغ غاياتها، وتمسكاً بالهوية العربية وأسسها الثقافية والتاريخية في مواجهة التهديدات والأخطار التي تحيق بالمنطقة العربية وتهدد بزعزعة أمنها وتقويض استقرارها.
ووعياً بأهمية استنهاض روح التضامن العربي، وتطوير وتحديث آليات العمل العربي بما يضمن بناء شراكة عربية فاعلة تحقق الرفاه والاستقرار لشعوبنا وتحمي الأمن العربي الجماعي. وبعد دراسة مستفيضة ومناقشات معمقة في أجواء ايجابية للأوضاع العربية الراهنة والظروف المحيطة، والتحديات التي تواجه الأمة والأخطار التي تهدد الأمن القومي العربي. وانطلاقاً من مسؤوليتنا القومية للارتقاء بالعلاقات العربية إلى آفاق أرحب والعمل على تمتين أواصرها بما يحقق المصالح العليا للأمة وتطلعاتها ويحفظ أمنها ويصون كرامتها وعزتها، وإذ نجتمع اليوم في قمة دعم صمود القدس، لمجابهة الممارسات والانتهاكات الإسرائيلية لمدينة القدس ولمقدساتنا الإسلامية والمسيحية ولحقوق أهلنا الصامدين فيها امام محاولات تهويدها، نعلن ما يلي:

## العمل العربي المشترك
أولاً: تمسكنا بالتضامن العربي ممارسة ونهجاً، والسعي لإنهاء أية خلافات عربية، وتكريس لغة الحوار بين الدول العربية نهجاً لإزالة اسباب الخلاف والفرقة، ولمواجهة التدخلات الأجنبية في شؤونها الداخلية، ولتحقيق التنمية والتطور لشعوبها بما يكفل صون الأمن القومي العربي وتمكينها من الدفاع عن نفسها والحفاظ على سيادتها، وتطوير علاقاتها مع دول الجوار الإقليمي بما يحقق المصالح العربية المشتركة.
- مواصلة الجهود الرامية إلى تطوير وتحديث جامعة الدول العربية ومؤسساتها ودعمها بوصفها الأداة الرئيسة للعمل العربي المشترك وتفعيل آلياتها بما يؤدي إلى حفظ المصالح العربية المشتركة ومواكبة المستجدات على الساحتين العربية والدولية.
- ناقشنا المبادرة التي تقدم بها الرئيس اليمني علي عبد الله صالح في شأن إقامة اتحاد الدول العربية، والاقتراحات والأفكار المقدمة من الدول الأعضاء، ورؤية العقيد معمر القذافي في شأن إقامة الاتحاد العربي، وقررنا آلية محددة لمتابعة هذا الموضوع بأبعاده المختلفة وذلك من خلال لجنة خماسية عليا تتكون من العقيد القذافي والرئيس صالح والرئيس محمد حسني مبارك، وأمير قطر الشيخ حمد بن خليفة آل ثاني، والرئيس العراقي جلال طالباني، وبمشاركة الأمين العام للجامعة للإشراف على إعداد وثيقة تطوير منظومة العمل العربي المشترك، على أن تعرض على الدول الأعضاء تمهيداً لمناقشتها على مستوى وزراء الخارجية قبل عرضها على القمة الاستثنائية المقرر عقدها في موعد غايته تشرين الأول(أكتوبر) 2010، وستقوم هذه اللجنة بالتشاور مع الملوك والأمراء والرؤساء العرب لبلورة مشروع الوثيقة المشار إليها.
- وجهنا بتطوير مجلس السلم والأمن العربي وآليات عمله بما يمكنه من أداء مهماته على النحو الأكمل، واعتمدنا نهجاً لمعالجة الخلافات العربية وفقاً للمقترح المقدم من سورية.
- التعبير عن التقدير للجهود المبذولة من أجل تعزيز العلاقات العربية الجماعية مع التجمعات الإقليمية والدولية، والتنويه بما تم تنفيذه من أنشطة وإنجازات على مستوى العلاقات العربية - الأفريقية، والعلاقات العربية - الأوروبية، والعلاقات مع دول اميركا الجنوبية، وكذلك منتديات التعاون العربي مع كل من الصين والهند واليابان وتركيا وروسيا.
- وفي إطار متابعة ما طرحه الأمين العام لجامعة الدول العربية في شأن سياسة الجوار العربي، طلبنا من الأمين العام إعداد ورقة عمل حول المبادئ المقترحة لسياسة جوار عربية والآلية المناسبة في هذا الشأن التي تضمن تطوير الروابط والتنسيق في إطار رابطة جوار عربية، على أن يتم عرضها على الدورة العادية المقبلة لمجلس الجامعة الوزاري في أيلول (سبتمبر) تمهيداً لعرضها على القمة الاستثنائية العربية التي اتفق على عقدها في موعد غايته تشرين الأول 2010.

## دعم القدس والمصالحة
ثانياً: توجيه تحية إكبار وإجلال للشعب الفلسطيني في نضاله للتصدي للعدوان الإسرائيلي المستمر عليه وعلى أرضه ومقدساته وتراثه، وندعم صموده حتى تتحقق إقامة الدولة الفلسطينية المستقلة والمتصلة وعاصمتها القدس الشرقية، وندين بشدة الانتهاكات الإسرائيلية المستمرة، والمتصاعدة على الشعب الفلسطيني وعلى الأراضي الفلسطينية المحتلة، واستمرار إسرائيل في نشاطاتها الاستيطانية على رغم الإدانات الدولية لهذه الممارسات غير الشرعية ولهذه الانتهاكات للقانون الدولي الإنساني ولمواثيق حقوق الإنسان.
- الإعراب عن دعمنا الكامل لمدينة القدس وأهلها الصامدين والمرابطين على أرضهم في مواجهة العدوان الإسرائيلي المتواصل عليهم وعلى مقدساتهم وبخاصة على المسجد الأقصى المبارك. ونعلن عن خطة عمل تتضمن إجراءات سياسية وقانونية للتصدي لمحاولات تهويد القدس والاعتداءات المتوالية على مقدساتها.
- التأكيد على ان القدس الشرقية جزء لا يتجزأ من الأراضي الفلسطينية المحتلة العام 1967 وأن كل الإجراءات التي تقوم بها سلطات الاحتلال الإسرائيلي فيها باطلة ومنعدمة قانوناً وحكماً ولا يترتب عليها إحداث أي تغيير على وضع المدينة القانوني كمدينة محتلة ولا على وضعها السياسي باعتبارها عاصمة لدولة فلسطين.
- عقد مؤتمر دولي تحت رعاية جامعة الدول العربية وبمشاركة كل الدول العربية والمؤسسات والنقابات وهيئات المجتمع المدني المعنية خلال هذه السنة للدفاع عن القدس وحمايتها على الأصعدة كافة.
- دعم الجهود العربية الرامية إلى تحقيق المصالحة الوطنية الفلسطينية، ودعوة مصر إلى الاستمرار في جهودها لتأمين التوصل إلى اتفاق للمصالحة يتم التوقيع عليه من كل الأطراف الفلسطينية، ونحذر من ان استمرار الانقسام الفلسطيني يشكل خطراً حقيقياً على مستقبل الشعب الفلسطيني وقضيته، ونطالب الفصائل باتخاذ الخطوات اللازمة لرأب الصدع والتجاوب مع المساعي العربية بما يكفل تحقيق المصالحة الوطنية المنشودة، وبما يضمن وحدة الأراضي الفلسطينية جغرافياً وسياسياً.
- المطالبة برفع الحصار الإسرائيلي عن قطاع غزة فوراً ودعوة المجتمع الدولي وعلى رأسه مجلس الأمن لاتخاذ موقف واضح من هذا الحصار الظالم واللاإنساني.

ثالثاً: التأكيد مجدداً على ان السلام العادل والدائم في الشرق الأوسط لا يمكن ان يتحقق إلا من خلال الانسحاب الإسرائيلي الكامل من الأراضي الفلسطينية والعربية المحتلة، بما في ذلك الجولان العربي السوري المحتل ومن المناطق المحتلة في جنوب لبنان.
- إدانة الانتهاكات الخطيرة التي تمارسها إسرائيل واعتداءاتها المستمرة على الدول العربية، والتأكيد أن العدوان الإسرائيلي على الموقع العسكري الذي كان قيد الإنشاء في «دير الزور» يمثل انتهاكاً لسيادة سورية استخدمت فيه إسرائيل ذرائع مصطنعة ومزورة للاعتداء على دولة عضو في الوكالة الدولية للطاقة الذرية وطرف في معاهدة منع انتشار الأسلحة النووية، وندعو المجتمع الدولي إلى إدانة هذه الاعتداءات واتخاذ إجراءات حازمة لمنع تكرارها.

## الوضع العراقي
رابعاً: الترحيب بإجراء الانتخابات البرلمانية في العراق، وبما أظهره العراقيون من تمسك بالعملية السياسية الديموقراطية، وبمسيرة تعزيز الاستقرار الأمني والسياسي وتحقيق المصالحة الوطنية الشاملة، وبما يضمن تحقيق المشاركة الفعالة لكل مكونات الشعب العراقي في تقرير مستقبله السياسي وتحركه لاستعادة سيادته الكاملة على كل أراضيه وصيانة وحدته واستقلاله وهويته العربية والإسلامية.
- دعوة القيادات العراقية كافة بمختلف انتماءاتها الطائفية والعرقية والحزبية إلى تغليب المصلحة الوطنية ووضعها فوق كل اعتبار، والإسراع في تشكيل حكومة عراقية وطنية تحفظ وحدة العراق شعباً وأرضاً، فور مصادقة المحكمة الدستورية على النتائج النهائية للانتخابات، وبما يسهم في تعزيز الأمن والاستقرار في العراق.

## الجزر الإماراتية
خامساً: حفاظاً على علاقات الأخوة العربية - الإيرانية، ندعو الحكومة الإيرانية مجدداً إلى الانسحاب من الجزر العربية الثلاث، طنب الكبرى وطنب الصغرى وأبو موسى، وإعادتها إلى السيادة الإماراتية، ونثمن موقف دولة الإمارات العربية المتحدة الداعي إلى اتباع الإجراءات والوسائل السلمية لاستعادتها، ونطلب من العقيد معمر القذافي استمرار بذل مساعيه الحميدة لدى إيران والإمارات من اجل القبول بإحالة القضية على محكمة العدل الدولية.

## دعم السودان
سادساً: التأكيد على تضامننا مع السودان في مواجهة أية محاولات للتدخل في شؤونه الداخلية وأية محاولة تستهدف النيل من سيادته ووحدته وأمنه واستقراره ونرفض قرار المحكمة الجنائية الدولية في شأن الرئيس عمر البشير.
- الترحيب بالخطوات التي تم التوصل إليها في ما يخص تسوية الأزمة في دارفور بين الحكومة السودانية وفصائل المعارضة المسلحة ودعوة كل الأطراف إلى تبني الحوار وسيلة لتحقيق الأمن والاستقرار في كل ربوع السودان.
- تقدير الجهود الحثيثة التي تقوم بها دولة قطر لرعاية مفاوضات السلام في شأن دارفور، والجهود التي تبذلها كل من الجماهيرية الليبية ومصر للمساهمة في توحيد المواقف التفاوضية لحركات المعارضة المسلحة في دارفور بغية الوصول إلى اتفاق سلام شامل ونهائي في دارفور وتقدير جهود الدول العربية الداعمة لهذه المفاوضات.
- الإشادة بالجهود المبذولة من حكومتي السودان وتشاد على صعيد تطبيع علاقاتهما وتعزيزها وتمتينها على كل الأصعدة.
- دعوة شريكي السلام والقوى السودانية كافة إلى العمل من اجل ان تكون الوحدة السودانية خياراً جاذباً عملاً بأحكام اتفاق السلام الشامل.

## جزر القمر والصومال
سابعاً: تأكيد دعمنا الكامل لجمهورية جزر القمر والحرص على وحدتها الوطنية وسلامة أراضيها وسيادتها الإقليمية، كما نؤكد هوية جزيرة مايوت القمرية، وندعو إلى فتح بعثات ديبلوماسية عربية بجمهورية القمر أسوة بليبيا، ونعبر عن ارتياحنا لنتائج مؤتمر التنمية والاستثمار لجمهورية القمر الذي عقد في الدوحة يومي 9 و10/3/2010 وندعو إلى الالتزام بتنفيذ التعهدات المعلنة فيه.
ثامناً: الترحيب بتوجهات الحكومة الصومالية بتفعيل المصالحة الوطنية مع كل مكونات المجتمع الصومالي وحض كل الأطراف الصومالية على نبذ العنف والاقتتال، واعتماد أسلوب الحوار ودعم برامج المصالحة الوطنية، والتأكيد على تضافر الجهود لتقديم أشكال الدعم كافة للصومال بالتعاون مع حكومته الشرعية.

## الانتشار النووي
تاسعاً: التأكيد أن الدول العربية المنضمة كلها إلى معاهدة منع انتشار الأسلحة النووية، تطالب المجتمع الدولي بالعمل الفوري على إخلاء العالم من السلاح النووي، وتؤكد ضرورة ترجمة المبادرات الدولية التي تدعو إلى إخلاء العالم من الأسلحة النووية، إلى خطط عملية ذات برامج زمنية محددة وملزمة، وتؤكد ان التقدم نحو تحقيق هذا الهدف يتطلب كخطوة أولى تحقيق عالمية معاهدة منع انتشار الأسلحة النووية.
- التأكيد على أهمية احترام الحقوق الأصلية للدول الأطراف في معاهدة منع انتشار الأسلحة النووية في امتلاك وتطوير التكنولوجيا النووية للاستخدامات السلمية، ورفض تقييد هذه الحقوق تحت أي دعاوى.
- مطالبة مؤتمر 2010 لمراجعة معاهدة منع انتشار الأسلحة النووية باتخاذ قرارات واضحة وتبني خطوات عملية لجعل الشرق الأوسط منطقة خالية من الأسلحة النووية، ونحذر من أن إصرار إسرائيل على رفض الانضمام إلى معاهدة منع انتشار الأسلحة النووية وإخضاع منشآتها النووية لنظام الضمانات الشاملة التابع للوكالة الدولية للطاقة النووية، سيؤدي إلى مزيد من الخلل في أمن المنطقة واستقرارها وسيدخل المنطقة في سباق تسلح وخيم العواقب.

## التعاون العربي - الأفريقي
عاشراً: التأكيد على أهمية التعاون العربي - الأفريقي، وندعو إلى ان تكون القمة العربية الأفريقية الثانية المزمع عقدها في ليبيا نهاية 2010، منطلقاً جديداً للتعاون العربي الأفريقي الفعال، ما يحقق طموحات الشعوب العربية والأفريقية، ووجهنا بتكثيف الجهود بين الأمانة العامة لجامعة الدول العربية ومفوضية الاتحاد الأفريقي لضمان الإعداد الجيد لنجاح هذه القمة.

## تضامن مع ليبيا
أحد عشر: التعبير عن التضامن مع الدول العربية المعنية بالإجراءات التي اتخذت مؤخراً من طرف بعض الدول الغربية بخصوص تشديد إجراءات الدخول إلى أراضيها، وأكدنا الطابع التمييزي لهذه الإجراءات التي مست بصفة انتقائية مجموعة من الدول من بينها ثمانية دول أعضاء في جامعة الدول العربية، ودعونا الدول التي اتخذت هذه الإجراءات إلى إلغائها حفاظاً على المصالح المشتركة لكل الأطراف.
- كما أكدنا التضامن العربي مع ليبيا إزاء الإجراءات التي اتخذت ضد رعايا الجماهيرية من قبل سويسرا ودول من الاتحاد الأوروبي، وأكدنا على المخاطر الناجمة عن تطبيق مثل هذه الإجراءات، والتي تهدد بلجوء الدول العربية إلى المعاملة بالمثل مع هذه الدول.

## إصلاح الأمم المتحدة
ثاني عشر: التأكيد على أهمية تضافر الجهود العربية لإحداث إصلاح شامل وجوهري للأمم المتحدة بما يستجيب لمتطلبات وتطلعات الشعوب العربية ولتتمكن المنظمة الدولية من التعامل الفعال مع التحديات الدولية الجديدة في القرن الواحد والعشرين، وبحيث تصبح مؤسسة أكثر ديموقراطية وقدرة على تحقيق العدالة والأمن والسلام والتنمية في العالم، ونطالب بتوسيع العضوية الدائمة في مجلس الأمن بما يتيح لمختلف الأقاليم الجغرافية وثقافات العالم المشاركة في إدارة النظام الدولي.
- التأكيد على أحقية المجموعة العربية في الحصول على مقعد دائم في مجلس الأمن نظراً لما تمثله هذه المجموعة من ثقل ووزن على ساحة العمل الإقليمي والدولي وأهمية ما يدور فيها من أحداث مؤثرة في مستقبل السلم والأمن الدوليين، وفي هذا الإطار نثمن الأفكار التي طرحها العقيد القذافي في الجلسة الافتتاحية للجمعية العامة للأمم المتحدة في دورتها العادية (64) حول هذا الموضوع.

## إدانة الإرهاب
ثالث عشر: نعلن إدانتنا للإرهاب بكل اشكاله ومظاهره، ونرى في الجرائم التي ترتكبها المجموعات الإرهابية انتهاكات جسيمة للحقوق الأساسية للإنسان، وتهديداً مستمراً للسلامة الوطنية للدول ولأمنها واستقرارها، وندعو لعقد مؤتمر دولي تحت إشراف الأمم المتحدة، لوضع تعريف للإرهاب وعدم الربط بين الإسلام والإرهاب، والتمييز بين الإرهاب وحق الشعوب في مقاومة الاحتلال.
رابع عشر: تأكيد تمسكنا بثقافة الحوار والتحالف بين الحضارات والأديان تكريساً للأمن والسلم بين الشعوب، وسعياً إلى ترسيخ قيم التسامح والتعايش السلمي والعمل مع الحكومات والمنظمات الدولية على تعزيز آليات التعامل مع ثقافة الآخر واحترامها.
- التأكيد على ضرورة التعاون والحوار والاحترام المتبادل بين الشعوب والثقافات وبناء عالم يسوده الانفتاح والتسامح، والتذكير ان احترام المقدسات الدينية والمعتقدات يمثل عاملاً حاسماً في بناء الثقة وجسور الصداقة بين الأمم.
- التعبير عن رفضنا الحازم وإدانتنا القاطعة للإساءة والتطاول والمساس بالأديان أو رموزها أو قيمها الروحية.
- والتعبير عن القلق البالغ تجاه الإجراءات التعسفية التي أثرت سلباً في أوضاع الجاليات المسلمة في بعض الدول الغربية، ورفض الإجراءات السويسرية القاضية بحظر إقامة المآذن الأمر الذي يتناقض مع حرية المعتقدات ومواثيق حقوق الإنسان بما في ذلك الأوروبي منها.
- وجهنا بالإعداد لعقد قمة ثقافية عربية لصوغ رؤية ثقافية مستقبلية للدول العربية ولتوفير كل اشكال الدعم للمؤسسات الثقافية والمبدعين والكتّاب العرب للارتقاء بالإبداع العربي في مختلف المجالات.

## التنمية والبيئة وحقوق الإنسان
خامس عشر: التأكيد على تبني سياسات فعالة للتعامل مع قضايا تغير المناخ والحفاظ على البيئة في كل المجالات الوطنية والإقليمية للتنمية المستدامة واتخاذ موقف موحد من مفاوضات تغير المناخ بما يكفل حقوق شعوبنا في تأمين مواردنا الوطنية وقدراتنا على تحقيق التنمية وبما يصون كوكبنا وحياة الإنسان عليه.
سادس عشر: الإشادة بما حققه العديد من الدول العربية من قفزات في معدلات التنمية، والتأكيد مجدداً على عزمنا على الاستمرار في تنسيق جهودنا وتكثيف التعاون مع اجل تصحيح مسارات التنمية واتجاهاتها لتكون أكثر تركيزاً على الإنسان العربي وأشد انحيازاً للفقراء والشباب والأطفال وبما يحقق الرفاه للمواطن العربي، وتنفيذ أهداف الألفية في الدول العربية.
- التعاون والتنسيق في مختلف مجالات التنمية، وخصوصاً في مجالات الربط البري والربط الكهربائي العربي واستخدامات الطاقة المتجددة ومشروع الأحزمة الخضراء، وغيرها من المشروعات التي حققت فيها الدول العربية تقدماً وإنجازاً وتتطلب البناء والتقدم على ما تم إنجازه.

سابع عشر: تأكيد سعينا المتواصل لتنفيذ قرارات القمة العربية الاقتصادية والتنموية والاجتماعية التي عقدت في الكويت يومي 19 و20/3/2009، بما يخدم العمل العربي الاقتصادي والاجتماعي العربي المشترك، ويسهم في الحد من الفقر والبطالة، وتحقيق التنمية الشاملة.
ثامن عشر: الدعوة إلى تمكين الشباب من المشاركة الفعالة في المجتمع من خلال المساهمة في التنمية الاقتصادية والاجتماعية والثقافية والسياسية والترحيب باعتماد الجمعية العامة للأمم المتحدة لمبادرة الرئيس التونسي زين العابدين بن علي الداعية إلى إعلان عام 2010 سنة دولية للشباب، ونؤكد على دعم هذه المبادرة من خلال تنظيم أنشطة وطنية ومشاركة فاعلة في المؤتمر العالمي للشباب الذي سيعقد برعاية الأمم المتحدة، كما نرحب بمبادرة الجزائر لتطوير التعاون العربي في مجال الشباب، ونعرب عن عزمنا إعطاء الأولوية لموضوعات الشباب ضمن مسعى العمل العربي المشترك.
تاسع عشر: الإعراب عن ارتياحنا لوضع خطة عربية لتعزيز ثقافة حقوق الإنسان، ونؤكد عزمنا على تعزيز وتنمية الوعي بثقافة حقوق الإنسان بين أفراد المجتمع في الأقطار العربية، وإرساء ثقافة الانفتاح وقبول الآخر ودعم مبادئ التآخي والتسامح واحترام القيم الإنسانية التي تؤكد حقوق الإنسان وتعلي كرامته وتصون حريته.
عشرون: نؤكد على مواصلة تطوير التربية والتعليم والارتقاء بالمؤسسات التعليمية وتأهيلها بما يكفل أداء رسالتها بكفاءة وفاعلية واقتدار، ومواصلة تنفيذ خطة تطوير التعليم في الوطن العربي، والاهتمام باللغة العربية وترسيخها باعتبارها وعاء الفكر والثقافة العربية والحاضنة للتراث والثقافة والهوية، كما نعرّف عن عزمنا زيادة الإنفاق على البحث العلمي والتقني وتوطين التقنية الحديثة وتشجيع ورعاية الباحثين والعلماء، وتطوير القدرات العربية العلمية والتكنولوجية والنهوض بمؤسسات البحث العلمي.
واحد وعشرون: نؤكد مجدداً أهمية تمكين المرأة والارتقاء بأوضاعها الاقتصادية والاجتماعية والقانونية، و توفير العمل للنساء وإتاحة فرص أوسع لهن في مسار المشاركة الاقتصادية والاجتماعية والسياسية، ونؤكد مواصلة الجهود الرامية إلى القضاء على التمييز ضد المرأة وإطلاق مبادرات تكفل حقوقها وتعزز دورها وسن التشريعات اللازمة لحمايتها وصيانة مكانتها في المجتمع.
اثنان وعشرون: نتوجه بخالص الشكر وبالغ التقدير إلى العقيد معمر القذافي على ما بذله من جهود في إنجاح القمة وإدارته المقتدرة الواعية لأعمالها، ونؤكد ثقتنا الكاملة بأن رئاسته للعمل العربي المشترك ستشهد المزيد من الإنجازات للعمل العربي الجماعي وترسيخ التضامن العربي بما يحقق مصلحة الأمة العربية بما عرف عنه من حكمة ومثابرة وحرص.
ثلاثة وعشرون: نعرب عن امتناننا لليبيا وشعبها على حفاوة الاستقبال وكرم الضيافة وعلى التنظيم المحكم لاجتماعات مجلس الجامعة العربية على مستوى القمة وكل اجتماعات المجالس التحضيرية السابقة له، ونقدر عالياً المشاورات المكثفة التي تم إجراؤها مع الدول العربية لتأمين نجاح القمة وعقدها في أفضل الظروف وأحسنها.